# The United States of Mind Phase 3: All
| Recensione | Giudizio |
| ---------- | -------- |
| AllMusic   | [ 2 ]    |

The United States of Mind Phase 3: All è un album discografico a nome di Horace Silver Quintet/Sextet with Vocals, pubblicato dalla casa discografica Blue Note Records nel settembre del 1972.

## Tracce

### LP
Tutti i brani sono stati composti da Horace Silver
Lato A
1. The Merger of the Minds – 4:48 – Registrato il 14 febbraio 1972
2. Cause and Effect – 4:14 – Registrato il 17 gennaio 1972
3. Forever Is a Long, Long Time – 3:49 – Registrato il 17 gennaio 1972
4. My Soul Is My Computer – 4:37 – Registrato il 14 febbraio 1972
5. How Much Does Matter Really Matter? – 3:05 – Registrato il 17 gennaio 1972

Lato B
1. Horn of Life – 6:25 – Registrato il 14 febbraio 1972
2. Who Has the Answer? – 3:41 – Registrato il 17 gennaio 1972
3. From the Heart, Through the Mind – 3:26 – Registrato il 17 gennaio 1972 [3]
4. All – 5:38 – Registrato il 14 febbraio 1972
5. Summary – 2:34 – Registrato il 14 febbraio 1972 [4]

## Musicisti
- Horace Silver – pianoforte elettrico
- Horace Silver - voce solista (brani: All e Summary)
- Horace Silver - accompagnamento vocale-cori (brani: The Merger of the Minds e Summary)
- Cecil Bridgewater – tromba
- Harold Vick – sassofono tenore
- Richie Resnicoff – chitarra
- Bob Cranshaw – basso elettrico
- Mickey Roker – batteria
- Andy Bey – voce solista (brani: Cause and Effect, Horn of Life, Who Has the Answer, From the Heart Through the Mind e All)
- Andy Bey – accompagnamento vocale-cori (brani: The Merger of the Minds e Summary)
- Salome Bey – voce solista (brani: Forever Is a Long Long Time, My Soul Is My Computer, Horn of Life)
- Salome Bey – accompagnamento vocale-cori (brani: The Merger of the Minds e Summary)
- Gail Nelson – voce solista (brani: How Much Does Matter Really Matter e All)
- Gail Nelson – accompagnamento vocale-cori (brani: The Merger of the Minds e Summary)

Note aggiuntive
- George Butler – produttore
- Registrazioni effettuate al Van Gelder Studio di Englewood Cliffs, New Jersey
- Rudy Van Gelder – ingegnere delle registrazioni
- Carol Forbes – dipinto copertina frontale album originale
- Darnell Mitchell – foto copertina album originale
- Bob Venosa – grafica copertina album originale [5]